# Lament (альбом Einstürzende Neubauten)
Lament — одиннадцатый студийный альбом немецкой экспериментальной музыкальной группы Einstürzende Neubauten, издан в 2014 году. Выпущен к столетию начала Первой Мировой войны.

## Об альбоме
Первоначальная идея заключалась в поиске свидетельств, рассказывающих историю Первой мировой войны, ещё недостаточно изученных. Группа специально не называет эту работу альбомом, произведение построено по концептуальному принципу и идет в хронологическом порядке. Это не политический манифест, здесь нет воззваний. Некоторые стилистические вариации не присущи Einstürzende Neubauten: две военные песни доджазовой эпохи от военного оркестра The Harlem Hellfighters, который вел в бой первый в истории негритянский полк; два текста фламандского писателя Пола ван ден Брока; реконструкция в духе кабаре 1920–х годов труда немецкого писателя и исполнителя Иосифа Плота, отражавшего историю Первой мировой войны посредством подражания животным; интерпретация Баргельдом немецкой версии «Where Have All The Flowers Gone» Пита Сигера в исполнении Марлен Дитрих.
Кроме того, группа записала версию национального гимна, исполнявшуюся многими участниками войны, в том числе Германией, Великобританией и Канадой. Lament также включает в себя массу аудиозаписей на восковых цилиндрах, сделанных лингвистами в немецких лагерях заключённых: они читают библейскую притчу о блудном сыне на своих языках, некоторые из которых уже исчезли, поверх замедленной записи песнопений на ту же тему фламандского композитора 16 века Якоба Клемент–не–Папа, который жил и умер в Дискмёйде.
В альбоме использованы тексты ван ден Брока, это напоминание о том, что Первая мировая война шла параллельно с развитием модернизма и совпала с антигосударственными художественными тенденциями, такими, как дадаизм и футуризм.
Отсылка «Hitler! Hi-hi-hitler», к Адольфу Гитлеру, связана с тем, что Первая Мировая война предшествовала Второй, и 1918 год стал ожиданием 1939-го.
Бликса Баргельд дал понять следующее: «Мы играем Lament. Мы не играем Haus der Lüge или другие альбомы. Мы играем отрывки из альбома Lament. В дополнение к этим вещам мы играем три других, которые неким образом объединены с Lament — например, Let’s Do it A Dada, который имеет смысл в общем контексте, и, вероятно, Armenia, который также имеет смысл в контексте Первой мировой войны. Турне с Greatest Hits мы будем делать в 2015, и это будет как бы фестивальное турне. Мы обычно осуществляем гораздо больше исследований в области звука и думаем, что делать с новым материалом, потому что Neubauten — это очень материалистическая группа в определенном смысле. В этом случае у нас было два научных исследователя для получения фактического материала, потом мы работали с идеями. Все началось в 2013 году, тогда же все и закрутилось. Я уже к тому времени знал, что мы ставим это на сцене, у нас есть на это год, и все это время средства массовой информации будут скармливать нам тонны историй о Первой мировой войне. Я знал, что мы должны будем найти что–то, новые идеи о войне, которые ещё не стали общим местом. Я бы очень старался избегать воспроизведения звуков войны. Я очень не хочу такого уравнения: Einstürzende Neubauten = шум = война. Пусть Rammstein занимается такими вещами. Я хотел рассказать ужасную историю красиво, а не наоборот».
Группа снова начала работать со сжатым воздухом, чего не делала с 2004 года, с альбома Perpetuum Mobile.
Концерты-презентации в России прошли в Москве и Санкт-Петербурге в сентябре 2015 года.

## Список композиций
| №   | Название                                                                                     | Длительность |
| --- | -------------------------------------------------------------------------------------------- | ------------ |
| 1.  | «Kriegsmaschinerie»                                                                          | 5:29         |
| 2.  | «Hymnen»                                                                                     | 2:49         |
| 3.  | «The Willy — Nicky Telegrams»                                                                | 6:23         |
| 4.  | «In de Loopgraf»                                                                             | 4:15         |
| 5.  | «Der 1. Weltkrieg (Percussion Version)»                                                      | 13:13        |
| 6.  | «On Patrol In No Man's Land»                                                                 | 3:09         |
| 7.  | «Achterland»                                                                                 | 3:17         |
| 8.  | «Lament: 1. Lament»                                                                          | 6:24         |
| 9.  | «Lament: 2. Abwärtsspirale»                                                                  | 2:29         |
| 10. | «Lament: 3. Pater Pecavi»                                                                    | 5:34         |
| 11. | «How Did I Die?»                                                                             | 7:12         |
| 12. | «Sag Mir Wo Die Blumen Sind»                                                                 | 3:37         |
| 13. | «Der Beginn Des Weltkriegs 1914 (Dargestellt Unter Zuhilfenahme Eines Tierstimmenimitators)» | 5:47         |
| 14. | «All Of No Man's Land Is Ours»                                                               | 2:52         |

## Участники записи
Einstürzende Neubauten
- Бликса Баргельд — вокал, декламация, орган Хаммонда, воздушный компрессор, трубы, колокола, Mini Cube Speaker, слайд-гитара, музыка, тексты, аранжировка
- Йохен Арбайт — электрогитара, вокал, бэк-вокал, пластиковые трубы, тарелки, Mini Cube Speaker, музыка
- Александр Хаке — бас-гитара, вокал, свист, музыка
- Н. У. Унру — перкуссия, металлический лист, воздушный компрессор, трубы, Mini Cube Speaker, бэк-вокал, музыка
- Руди Мозэр — перкуссия, мраморная плита, колокола, Mini Cube Speaker, электрификация, патроны, бэк-вокал, музыка

Приглашённые музыканты
- Ян Тильман Шаде — виолончель, аранжировка
- Александра Марин — виола
- Бианка Марин — виола
- Наталия Костюк — виолончель
- Александра Палади — скрипка
- Ольга Пак — скрипка
- Лейла Ахметова — скрипка
- Джонатан Мезонеро — скрипка
- Мэттью Пиблес — скрипка
- Александр Тарберт — контрабас
- Тим Брокманн — пиано

Технический персонал
- Борис Вильсдорф — звукоинженер
- Михаэль Швабе — мастеринг